# Gösta Edman
Gösta Valdemar Edman, född 26 oktober 1887 i Söderhamn, död 22 september 1972 i Stockholm, var en svensk apotekare.
Edman blev farmacie kandidat 1909, legitimerad apotekare 1920, filosofie kandidat vid Stockholms högskola 1926, filosofie licentiat 1929 och filosofie doktor 1930. Han blev lärare och laborator i botanik och farmakognosi vid Farmaceutiska institutet 1922 och var professor där 1934-54. 
Edman var kontrollant och vetenskaplig rådgivare åt AB Pharmacia och Apotekarnes Droghandel AB 1931-56 samt ledamot av Svenska farmakopékommittén 1932-46. Han var ledamot av Medicinalstyrelsens vetenskapliga råd 1935-53, Försvarets sjukvårdsstyrelses vetenskapliga råd 1936-52, blev korresponderande ledamot av Norsk Farmaceutisk Selskap 1948, hedersledamot av Farmaceutiska föreningen och ledamot av Real Academia de Farmacia i Madrid 1952, hedersledamot av Apotekarsocieteten 1953 samt av Farmaceutiska institutets studentkår 1954.